# キース・ジャレット
キース・ジャレット（Keith Jarrett、1945年5月8日 - ）は、アメリカ合衆国出身のジャズ、クラシック音楽のピアニスト、作曲家。
ジャズ・ピアニストとして知られているが、クラシック音楽のピアニストでもある。演奏楽器もピアノ以外に、ソプラノサックス・パーカッション・ハープシコード・リコーダーなども演奏できるマルチ・プレイヤーでもある。2003年にはポーラー音楽賞を受賞。

## バイオグラフィ

### 出生・活動初期
ペンシルベニア州アレンタウンにて生まれる。5人兄弟の長男として育ち、3歳頃よりピアノのレッスンを受ける。幼い頃から音楽の才能を発揮し、8歳の頃にはプロのピアニストとして自作の曲をコンサートで演奏するという経験をしている。幼少期はクラシックの教育を受けていたが、高校時代からジャズに傾倒するようになった。1964年のいわゆる「ジャズの10月革命」にも影響を受けたという。卒業後はボストンのバークリー音楽大学へ進学し、バンドを結成、ジャズ・ピアニストとしての活動を開始した。
ニューヨークへ活動拠点を移した後、1965年にアート・ブレイキーのジャズ・メッセンジャーにジョン・ヒックスの後任として加入。メッセンジャーズのアルバム『バターコーン・レディ』がレコード・デビュー作となった。わずか2ヶ月あまりのメッセンジャーズ時代の後、翌年にはチャールス・ロイドのカルテットに参加し、ジャック・ディジョネットとともに注目される。在籍中に発表されたロイドのアルバム『フォレスト・フラワー』は、60年代後期のジャズの作品としては最もヒットしたものの一つである。1967年には後のアメリカン・カルテットでも共演するポール・モチアン、チャーリー・ヘイデンの2人を擁したトリオで初リーダー作『人生の二つの扉』をアトランティック・レコード傘下のVortexより発表している。ロイドのカルテットには1968年頃まで在籍。

### マイルス・デイヴィス・バンド加入
1970年、マイルス・デイヴィスのバンドに参加。当時のマイルスは発表したばかりの『ビッチェズ・ブリュー』のようなエレクトリックなサウンドを追求しており、今までジャレットが経験していたアコースティックのピアニストとしてではなくキーボーディストとしての登用だった。入団前はエレクトリック楽器の演奏を嫌っていたが、入団後はその考えも変わったという（マイルス・デイヴィス自叙伝を参照）。在籍初期は先に入団していたチック・コリアとのツイン・キーボード制のなかで、主にオルガンを演奏した。この間にマイルス・グループの一員として「第3回ワイト島ポップ・フェスティバル」にてヒッピーの大群衆を前に演奏するという経験もしている。3～4ヶ月という短いツイン・キーボード体制の後、チック・コリアの同バンド退団後はひとりでオルガンとエレクトリック・ピアノを担当し、ジャック・ディジョネットとともにバンド・サウンド決定の重要な担い手となった。在籍中の主なアルバムとしては、ライブ盤は『アット・フィルモア』『ライヴ・イヴル』、スタジオ盤では『ゲット・アップ・ウィズ・イット』『ディレクションズ』などがあり、その後のアコースティックが主体の活動に無い、エレクトリック楽器でのプレイが聴かれる。マイルス・グループには1971年の終わり頃まで在籍。これ以後、ジャレットはマイルスとの再共演を熱望していたが、1991年のマイルスの死までそれが果たされることはついに無かった。ジャレットの1991年の作品（発売は1993年）『バイ・バイ・ブラックバード』はマイルスの死去後間もなくして追悼制作され、マイルスへ捧げられたものである。

### 1970年代
マイルス・グループ在籍中の1971年、グループのヨーロッパ・ツアー中に当時ドイツ・ミュンヘンの新興レーベルだったECMのオーナー、マンフレート・アイヒャーと出会う。同年録音の初のピアノ・ソロ・アルバム『フェイシング・ユー』とジャック・ディジョネットとのデュオ『ルータ・アンド・ダイチャ』を嚆矢として、現在まで50年以上に渡ってECMより作品を発表し続けることになる。『フェイシング・ユー』ではあらかじめジャレットが作曲した曲がスタジオで演奏されており、このスタイルのピアノソロ作品としては『ステアケイス』、スタンダードを演奏した『メロディ・アット・ナイト・ウィズ・ユー』などが挙げられるが、1972年頃よりプログラムの一切無い完全即興(Total Improvisation)によるピアノ・ソロ・コンサートを行うようになる。ECMもそれらを積極的にレコーディングし、1973年にはブレーメン・ローザンヌで実際に行われたコンサートをそのまま収録したLPレコード3枚組（CDでは2枚組）の大作『ソロ・コンサート』をリリースし、音楽界に衝撃を与えた。このスタイルでの実況録音盤の第2作である『ザ・ケルン・コンサート』はジャズのレコード・CDとして最も高い売上を記録したヒット作の一つで、ジャレットの名を広く知らしめた。以後、現在に至るまで世界各地でピアノ・ソロ・コンサートを行い、折に触れて実況録音作品をリリースしており、ジャレットの一つのライフワークとも言える。
70年代においては、ピアノ・ソロでの活動と並行して2つのバンドを率いた。1971年には以前から活動していたチャーリー・ヘイデン、ポール・モチアンとのトリオにサックスのデューイ・レッドマンを加えた通称「アメリカン・カルテット」を結成。カルテットの音楽には、オーネット・コールマンとの共演歴があったレッドマン、ヘイデンによるフリージャズの要素や、ゲストとしてパーカッショニストのギレルメ・フランコやアイアート・モレイラらがしばしばバンドに参加したことからエキゾチックな民族音楽の要素も見られた。初期にはアトランティックや、コロムビア、中後期にはインパルス、ECMといったレーベルに作品を残している。ジャレットは1974年にこのカルテットを率いて初来日を果たしている。
もう一つのバンドである通称「ヨーロピアン・カルテット」はパレ・ダニエルソン、ヨン・クリステンセン、そしてジャレットと並びECMを代表するミュージシャンであるヤン・ガルバレクという3人の北欧出身ミュージシャンを擁するカルテットで、ECMに5つの作品を残した。スタイルとしてはアメリカン・カルテットに似ていたものの、こちらはヨーロッパの民謡に影響を受けた音楽を展開。このカルテットも1979年に来日しており、これはヤン・ガルバレクの初来日でもあった。

### 1980年代
1977年のゲイリー・ピーコックのアルバム『テイルズ・オブ・アナザー』が初めての顔合わせとなったキース・ジャレット、ゲイリー・ピーコック、ジャック・ディジョネットの組み合わせによるトリオは、1983年になって再びマンフレート・アイヒャーによって集められ、『スタンダーズVol.1』『スタンダーズVol.2』『チェンジス』の3つのアルバムを発表した。当時、これまで各々の活動を続け、各々の音楽性を持っていた3人が伝統的なスタイル、オーソドックスなスタンダード曲によるジャズを演奏し発表するというのは意外なことで、ジャズ界を沸かせた。この通称「スタンダーズ・トリオ」は80年代以降のジャレットを代表する活動となり、2000年代に入った現在まで25年以上、継続してライブを行い作品を発表し続けるジャズ史上でも稀有なユニットとなった。
また、80年代後半から90年代にかけては、本格的なクラシック音楽のレコーディング活動を行っている。これまでも『イン・ザ・ライト』など自作のクラシック作品を演奏・録音してきてはいたが、ECMのクラシック部門であるECM New Seriesの創設、その第一弾であるアルヴォ・ペルトの『タブラ・ラサ』のレコーディングへの参加が、ジャレットの最初の本格的なクラシック・現代音楽作品の録音となった。同アルバム収録の「フラトレス」でジャレットはギドン・クレーメルと共演している。その後、ジャレットは1987年のJ.S.バッハの『平均律クラヴィーア曲集第1巻』を手始めとして、自身が作曲家として影響を受けたというJ.S.バッハとショスタコーヴィチ、他にはヘンデル、モーツァルトなどの作品を取り上げている。ピアノだけでなく、ハープシコード、クラヴィコードも演奏した。

### 1990年代
1996年のイタリアでのコンサート中、ジャレットは激しい疲労感に襲われ、そのまま演奏することもままならない状態に陥ってしまう。彼は慢性疲労症候群と診断され、同年の秋以降の活動予定を全てキャンセルして自宅での療養を余儀なくされた。一時期はピアノを弾くことや外出はおろか人と会話する体力さえ無く、暗い闘病生活を送った。1998年に入ってやっとピアノが弾けるようになるまでになり、ようやく復活の兆しが見えた頃に自宅のスタジオにて録音されたのがピアノ・ソロ作品『メロディ・アット・ナイト・ウィズ・ユー』で、この作品は療養中の彼を献身的に支えた妻のローズ・アン・ジャレットに捧げられている。翌年の同作の発表をもってジャレットは本格的に演奏活動を再開。

### 2000年代以降
2017年2月15日にニューヨークのカーネギー・ホールで行われたソロコンサートを最後に活動を休止、療養生活に入った。2018年に脳卒中を2回発症して麻痺状態となり、2020年10月の時点でも左半身が部分的に麻痺しており、そのためピアノ演奏に復帰できる可能性が低いことを明かした。

## 日本との関係
1974年にアメリカン・カルテットを引き連れて初来日しているが、その後もソロ、カルテット、トリオなど様々な形で来日している。2010年現在で日本での公演回数はすでに165回を超えており、ジャレットが最も多く演奏に訪れる国となっている。
ジャレットの来日で特筆すべきものの一つに、1976年11月のソロでの来日がある。この日本ツアーは札幌から福岡までの7都市を縦断、計8公演を行ったもので、この時はプロデューサーのマンフレート・アイヒャーも同行していた。このツアーでのコンサートは全てアイヒャーによってレコーディングされ、そのうち6公演が後にLPレコード10枚組という大作『サンベア・コンサート』に収められている。1978年にはジャズのピアニストとしては異例となる日本武道館での単独公演を敢行。ピアノ・ソロでのコンサートで12,000人を動員。1981年にも同様のコンサートを2日間行っており、24,000人を動員した。
日本でのコンサートにはレコーディングされ作品化されたものも多く、前述のソロ作品『サンベア・コンサート』をはじめ、いわゆるヨーロピアン・カルテットによる『スリーパー』および『パーソナル・マウンテンズ』、1987年のソロ作品『ダーク・インターヴァル』、1996年のトリオ作品『TOKYO '96』、2001年のトリオ作品『イエスタデイズ：東京2001』および『オールウェイズ・レット・ミー・ゴー』、2002年の『レイディアンス：ソロ 大阪－東京』のほか映像作品もある。
1989年のクラシック作品『バッハ：ゴルトベルク変奏曲』は八ヶ岳高原音楽堂において演奏・レコーディングされたが、この際に使われたハープシコードは日本のハープシコード製作家高橋辰郎の手によるものであり、ジャレット自身が江戸川区の工房を探し当てて発注したというエピソードもある。
聴衆に高度なマナーを求めることでも有名で、2005年の東京公演ではコンサートを一時中断して説教をする一幕もあった。2014年の大阪公演においても演奏を一時中断している。

## 主な活動ユニット
キース・ジャレット・トリオ、もしくは、スタンダーズ・トリオ（ともに通称）（1983年～）
キース・ジャレット本人は、2000年12月のインタビューにおいて「トリオ・ジャズと呼んでほしい」と述べている。
- キース・ジャレット - ピアノ
- ゲイリー・ピーコック - ベース
- ジャック・ディジョネット - ドラムス

アメリカン・カルテット（通称）（1971年～1976年）
実際には1975年録音までの諸作品には専任のパーカッショニストも参加している5名の編成であった。
- キース・ジャレット - ピアノ
- チャーリー・ヘイデン - ベース
- ポール・モチアン - ドラムス
- デューイ・レッドマン - テナー・サックス

ヨーロピアン・カルテット（通称）（1974年～1979年）
- キース・ジャレット - ピアノ
- ヤン・ガルバレク - テナー・サックス、ソプラノ・サックス
- パレ・ダニエルソン - ベース
- ヨン・クリステンセン（英語版） - ドラムス

## ディスコグラフィ

### ジャズ系アルバム

#### グループ（1960年代）
ドン・ジャコビー＆ザ・カレッジ・オールスターズ
- 『スウィンギング・ビッグ・サウンド』 - Swinging Big Sound (Decca) 1962年

アート・ブレイキー＆ザ・ジャズ・メッセンジャーズ（サイドマン）
- 『バターコーン・レディ』 - Buttercorn Lady（1966年1月録音）(Limelight) 1966年（「ライトハウス」におけるライヴ）

チャールス・ロイド・カルテット
（チャールス・ロイド、キース・ジャレット、セシル・マクビー、ジャック・ディジョネット）
- 『ドリーム・ウィーヴァー』 - Dream Weaver（1966年録音）(Atlantic) 1966年
- 『フォレスト・フラワー』 - Forest Flower（1966年録音）(Atlantic) 1967年
- 『フラワリング』 - The Flowering（1966年録音）(Atlantic) 1971年（フランスのジュアン・レ・パンで開催されたフェスティバルにおけるライヴ）
- 『イン・ヨーロッパ』 - Charles Lloyd in Europe （1966年録音）(Atlantic) 1968年
- 『ラヴ・イン』 - Love In（1967年録音）(Atlantic) 1967年（「ザ・フィルモア」におけるライヴ）
- 『ジャーニー・ウィズイン』 - Journey Within（1967年録音）(Atlantic) 1967年（「ザ・フィルモア」におけるライヴ）
- 『イン・ソヴィエト・ユニオン』 - Charles Lloyd in the Soviet Union（1967年録音）(Atlantic) 1970年
- 『サウンドトラック』 - Soundtrack（1968年録音）(Atlantic) 1969年

キース・ジャレット・トリオ
（キース・ジャレット、チャーリー・ヘイデン、ポール・モチアン）
- 『人生の二つの扉』 - Life Between the Exit Signs（1967年5月録音）(Vortex) 1968年
- 『サムホエア・ビフォー』 - Somewhere Before（1968年8月録音）(Vortex) 1969年（ライヴ）

#### グループ（1970年代）
マイルス・デイヴィス・グループ（サイドマン）
- "Konda"（1970年5月録音）『ディレクションズ』 - Directions（1960年～1970年録音コンピレーション）(Columbia) 1981年（CD 2枚組）
- "Honky Tonk"（1970年5月録音）『ゲット・アップ・ウィズ・イット』 - Get Up With It（1970年5月～1974年10月録音コンピレーション）(Columbia) 1974年（CD 2枚組）
- 『マイルス・デイヴィス・アット・フィルモア』 - Miles Davis at Fillmore（1970年6月録音）(Columbia) 1970年（「ザ・フィルモア」におけるライヴ CD 2枚組）
- 『ビッチェズ・ブリュー・ライヴ』 - Bitches Brew Live（1969年7月、1970年8月録音）(Columbia) 2011年（「ワイト島音楽祭」におけるライヴ部分）
- 『ライヴ・イヴル』 - Live-Evil（1970年2月、6月、12月録音）(Columbia) 1971年（スタジオ録音とワシントンD.C.「ザ・セラー・ドア」におけるライヴ。CD 2枚組。）
  - 『ザ・セラー・ドア・セッションズ 1970』 - The Cellar Door Sessions（1970年12月録音コンピレーション）(Columbia) 2005年（ワシントンD.C.「ザ・セラー・ドア」におけるライヴ。CD 6枚組。）

ジャック・ディジョネットとのデュオ
- 『ルータ・アンド・ダイチャ』 - Ruta and Daitya（1971年5月録音）(ECM) 1973年

キース・ジャレット、チャーリー・ヘイデン、ポール・モチアン
（いわゆるアメリカン・カルテットにデューイ・レッドマンが参加していないトリオ）
- 『流星』 - The Mourning of a Star（1971年7月8日、9日、16日、8月23日録音）(Atlantic) 1971年
- 『ハンブルク '72』 - Hamburg '72（1972年6月録音）(ECM) 2014年（ハンブルクの放送局におけるライヴ）

いわゆるアメリカン・カルテット
（キース・ジャレット、デューイ・レッドマン、チャーリー・ヘイデン、ポール・モチアン）
- 『最後の審判』 - El Juicio（1971年7月8日、9日、15日、16日録音）(Atlantic) 1975年
  - 『誕生』 - Birth（1971年7月15日、16日録音）(Atlantic) 1971年
- 『エクスペクテーションズ』 - Expectations（1972年4月録音）(Columbia) 1972年
- 『フォート・ヤウー』 - Fort Yawuh（1973年2月録音）(Impulse!) 1973年（「ヴィレッジ・ヴァンガード」におけるライヴ）
- 『宝島』 - Treasure Island（1974年録音）(Impulse!) 1974年
- 『生と死の幻想』 - Death and the Flower（1974年10月9日、10日録音）(Impulse!) 1975年
  - 『バックハンド』 - Backhand（1974年10月9日、10日録音）(Impulse!) 1974年
- 『ミステリーズ』 - Mysteries（1975年12月10日録音）(Impulse!) 1976年
  - 『大いなる幻影』→（改題）『シェイズ』 - Shades（1975年12月11日、12日録音）(Impulse!) 1976年
- 『残氓』 - The Survivor's Suite（1976年4月録音）(ECM) 1977年
- 『心の瞳』 - Eyes of the Heart（1976年5月録音）(ECM) 1979年（オーストリア・ブレゲンツ公演「コルンマルクト劇場」におけるライヴ）
- 『バイアブルー』 - Byablue（1976年10月録音）(Impulse!) 1977年
  - 『バップ・ビー』 - Bop-Be（1976年10月録音）(Impulse!) 1977年
- 『インパルス・イヤーズ：1973～1974』 - The Impulse Years: 1973-1974（コンピレーション）(Universal) 1997年（CD 5枚組）
- 『ミステリーズ：ザ・インパルス・イヤーズ』 - Mysteries: The Impulse Years 1975-1976（コンピレーション）(Universal) 1996年（CD 4枚組）

いわゆるヨーロピアン・カルテット
（キース・ジャレット、ヤン・ガルバレク、パレ・ダニエルソン、ヨン・クリステンセン）
- 『ビロンギング』 - Belonging（1974年4月録音）(ECM) 1974年
- 『マイソング』 - My Song（1977年10月、11月録音）(ECM) 1978年
- 『スリーパー』 - Sleeper（1979年4月16日録音）(ECM) 2012年（「新宿厚生年金会館」におけるライヴ）
  - 『パーソナル・マウンテンズ』 - Personal Mountains（1979年4月16日、17日録音）(ECM)1989年（「中野サンプラザ・ホール」におけるライヴ）
- 『サンシャイン・ソング』 - Nude Ants (1979年5月録音）(ECM) 1980年（「ヴィレッジ・ヴァンガード」におけるライヴ）

その他の編成
- 『ブルー・モーメント』 - Arbour Zena（1975年録音）(ECM) 1975年（ヤン・ガルバレク、チャーリー・ヘイデンおよびシュトゥットガルト放送交響楽団）

#### グループ（1980年代以降）
いわゆるスタンダーズ・トリオ
（キース・ジャレット、ジャック・ディジョネット、ゲイリー・ピーコック）
- 『スタンダーズ Vol.1』 - Standards, Vol. 1（1983年1月11日、12日録音）(ECM) 1983年
  - 『スタンダーズ Vol.2』 - Standards, Vol. 2（1983年1月11日、12日録音）(ECM) 1983年
  - 『チェンジズ』 - Changes（1983年1月11日、12日録音）(ECM) 1984年
- 『星影のステラ』 - Standards Live（1985年録音）(ECM) 1986年（パリにおけるライヴ）
- 『枯葉／キース・ジャレット・スタンダーズ・スティル・ライヴ』 - Still Live（1986年録音）(ECM) 1986年（ミュンヘンにおけるライヴ。CD 2枚組。）
- 『チェンジレス』 - Changeless（1987年10月録音）(ECM) 1989年（ライヴ）
- 『スタンダーズ・イン・ノルウェイ』 - Standards in Norway（1989年録音）(ECM) 1989年（オスロにおけるライヴ）
- 『オール・オブ・ユー』 - Tribute（1989年録音）(ECM) 1990年（ケルンにおけるライヴ。CD 2枚組。）
- 『ボディ・アンド・ソウル』 - The Cure（1990年録音）(ECM) 1991年（ニューヨーク「タウン・ホール」におけるライブ)
- 『バイ・バイ・ブラックバード』 - Bye Bye Blackbird（1991年録音）(ECM) 1993年（マイルス・デイヴィス追悼）
- 『アット・ザ・ブルーノート』 - At the Blue Note（1994年録音）(ECM) 1995年（ライヴ。CD 6枚組。）
- 『TOKYO’96』 - Tokyo '96（1996年録音）(ECM) 1998年（「Bunkamura」におけるライヴ）
- 『アフター・ザ・フォール』 - After the fall（1998年録音）(ECM) 2018年（ライヴ。CD 2枚組。）
- 『ウィスパー・ノット』 - Whisper Not — Live in Paris 1999（1999年録音）(ECM) 2000年（ライヴ）
- 『インサイド・アウト』 - Inside Out（2000年録音）(ECM) 2001年（「ロイヤル・フェスティバル・ホール」におけるライヴ）
- 『イエスタデイズ：東京2001』 - Yesterdays（2001年4月録音）(ECM) 2009年（「東京文化会館」におけるライヴ）
  - 『オールウェイズ・レット・ミー・ゴー』 - Always Let Me Go（2001年4月録音）(ECM) 2002年（「Bunkamura」および「東京文化会館」におけるライヴ）
- 『マイ・フーリッシュ・ハート』 - My Foolish Heart - Live at Montreux（2001年録音）(ECM) 2007年（「モントルー・ジャズ・フェスティバル」におけるライヴ）
- 『ジ・アウト・オブ・タウナーズ - The Out-of-Towners（2001年録音）(ECM) 2004年（「バイエルン国立歌劇場」におけるライヴ）
- 『アップ・フォーイット』 - Up for It - Live in Juan-les-Pins, July 2002（2002年録音）(ECM) 2003年（ライヴ）
- 『サムホエア』 - Somewhere（2009年録音）(ECM) 2013年（ライヴ）
- 『セッティング・スタンダーズ：NYセッションズ 1983』 - Setting Standards: The New York Sessions（コンピレーション）(ECM) 2008年（Standards Vol.1, Vol.2およびChangesをまとめたもの）

キース・ジャレット、ゲイリー・ピーコック、ポール・モチアン
- 『アット・ザ・ディア・ヘッド・イン』 - At the Deer Head Inn（1992年自主録音）(ECM) 1992年（最初に出演したペンシルバニア州のジャズ・クラブにおけるライヴ）

チャーリー・ヘイデンとのデュオ
- 『ジャスミン』- Jasmine（2007年自宅録音）(ECM) 2010年
- 『ラスト・ダンス』 - Last Dance（2007年自宅録音）(ECM) 2014年

その他の共演
- ボブ・モーゼスの作品に参加, 『ラヴ・アニマル』 - Love Animal（1968年録音）(Amulet) 2003年（3曲のみ参加）
- ゲイリー・バートンとの共同名義, 『キース・ジャレット&ゲイリー・バートン』 - Gary Burton & Keith Jarrett（1970年録音）(Atlantic) 1971年（バートンの『鼓動（Throb）』をボーナストラックとして追加収録した版もある）
- マリオン・ウィリアムス（英語版）の作品に参加, Standing Here Wondering Which Way To Go (Atlantic) 1971年
- ドナル・リースの作品に参加, 『ドナル・リース』 - Donal Leace (Atlantic) 1972年
- アイアート・モレイラの作品に参加, 『フリー』 - Free（1972年3月、4月録音）(CTI) 1972年
- フレディ・ハバードの作品に参加, 『スカイ・ダイヴ』 - Sky Dive（1972年10月録音）(CTI) 1973年
- ポール・モチアンの作品に参加, 『コンセプション・ヴェスル』 - Conception Vessel（1972年11月録音）(ECM) 1973年
- ケニー・ホイーラーの作品に参加, 『ヌー・ハイ』 - Gnu High（1975年6月録音）(ECM) 1976年
- チャーリー・ヘイデンの作品に参加, 『クロースネス』 - Closeness（1976年1月、3月録音）(Horizon) 1976年
- ゲイリー・ピーコックの作品に参加, 『テイルズ・オブ・アナザー』 - Tales of Another（1977年2月録音）(ECM) 1977年
- スコット・ジャレットの作品に参加, 『ウィズアウト・ライム・オア・リーズン』 - Without Rhyme or Reason（1979年録画）(GRP) 1980年

#### ソロ
ピアノ・ソロ（1970年代）
- 『フェイシング・ユー』 - Facing You（1971年11月録音）(ECM) 1972年
- 『ソロ・コンサート』 - Solo Concerts:Bremen and Lausanne（1973年3月、7月録音）(ECM) 1973年（ライヴ。CD 2枚組。）
- 『ケルン・コンサート』 - The Köln Concert（1975年1月録音）(ECM) 1975年（ライヴ）
- 『ステアケイス』 - Staircase（1976年5月録音）(ECM) 1976年（CD 2枚組）
- 『サン・ベア・コンサート』 - Sun Bear Concerts（1976年11月録音）(ECM) 1978年（ライヴ。CD 6枚組。）
- 『インヴォケイションズ／蛾と炎』 - Invocations/The Moth And The Flame (ECM) 1981年（ライヴ。CD 2枚組のディスク2『蛾と炎』（1979年録音）。）

ピアノ・ソロ（1980年代以降）
- 『ヨーロピアン・コンサート』 - Concerts（1981年録音）(ECM) 1981年。のち完全版 2013年。（ブレゲンツ公演とミュンヘン公演のライヴ。CD 3枚組。）
- 『ダーク・インターヴァル』 - Dark Intervals（1987年録音）(ECM) 1988年（「サントリーホール」におけるライヴ）
- 『パリ・コンサート』 - Paris Concert（1988年録音）(ECM) 1990年（パリ「サル・プレイエル」におけるライヴ）
- 『ウィーン・コンサート』 - Vienna Concert（1991年録音）(ECM) 1992年（「ウィーン国立歌劇場」におけるライヴ）
- 『ラ・スカラ』 - La Scala（1995年録音）(ECM) 1997年（ミラノ「スカラ座」におけるライヴ）
- 『ア・マルティテュード・オブ・エンゼルズ』 - A Multitude of Angels（1996年録音）(ECM) 2016年（ライヴ。CD 4枚組。）
- 『メロディ・アット・ナイト、ウィズ・ユー』 - The Melody At Night, With You（1998年自宅録音）(ECM) 1999年
- 『レイディアンス：ソロ 大阪－東京』 - Radiance（2002年録音）(ECM) 2002年（「フェスティバルホール」および「東京文化会館」におけるライヴ。CD 2枚組。）
- 『カーネギー・ホール・コンサート』 - The Carnegie Hall Concert（2005年録音）(ECM) 2006年（「カーネギー・ホール」におけるライヴ。CD 2枚組。）
- 『ラ・フェニーチェ』 - La Fenice（2006年7月録音）(ECM) 2018年（ベネチア「フェニーチェ劇場」におけるライヴ。CD 2枚組。）
- 『テスタメント』 - Paris / London: Testament（2008年録音）(ECM) 2009年（「サル・プレイエル」および「ロイヤル・フェスティバル・ホール」におけるライヴ）
- 『リオ』 - Rio（2011年録音）(ECM) 2011年（「リオデジャネイロ市立劇場」におけるライヴ）
- 『クリエイション』 - Creation（2014年録音）(ECM) 2015年（複数のコンサートのライヴ）

他の鍵盤楽器によるソロ
- 『賛歌』 - Hymns/Spheres（1976年録音）(ECM) 1976年（パイプオルガンによるライヴ）
- 『インヴォケイションズ／蛾と炎』 - Invocations/The Moth And The Flame (ECM) 1981年（CD 2枚組のディスク1『インヴォケイションズ』（1980年録音）がパイプオルガンによるライヴ）
- 『ブック・オブ・ウェイズ』 - Book of Ways（1986年録音）(ECM) 1987年（クラヴィコードによる CD 2枚組）

その他ソロの現代音楽
- 『レストレーション・ルーイン』 - Restoration Ruin（1968年録音）(Vortex) 1968年
- 『スピリッツ』 - Spirits（1985年録音）(ECM) 1985年（CD 2枚組）
- 『ノー・エンド』 - No End （1986年自宅録音）(ECM) 2013年（CD 2枚組）

### クラシック系アルバム
- 『イン・ザ・ライト』 - In The Light（1973年録音）(ECM) 1973年
- デニス・ラッセル・デイヴィス演奏, 『キース・ジャレットのリチュアル』 - Keith Jarrett: Ritual（1977年6月録音）(ECM) 1977年
- 『祈り：グルジェフの世界』 - G.I. Gurdjieff: Sacred Hymns（1980年3月録音）(ECM) 1980年
- 『セレスチャル・ホーク』 - The Celestial Hawk（1980年3月録音）(ECM) 1980年
- ギドン・クレーメルと共演, Fratres, Arvo Pärt: Tabula Rasa（1983年録音）(ECM New Series) 1984年
- 『バルトーク：ピアノ協奏曲第3番／バーバー：ピアノ協奏曲』 - Barber/Bartók（1984年、1985年録音）(ECM New Series) 2015年（ライヴ）
- 『バッハ：平均律クラヴィーア曲集第1巻』 - Johann Sebastian Bach: Das Wohltemperierte Klavier, Buch I（1987年録音）(ECM) 1988年
- 『バッハ：ゴルトベルク変奏曲』 - Johann Sebastian Bach: Goldberg Variations（1989年録音）(ECM) 1989年
- 『ホヴァネス：ピアノと管弦楽のためのローソドゾク』 - Alan Hovhaness: Lousadzak For Piano And Orchestra（1989年録音）(Nimbus) 2008年
- 『バッハ：平均律クラヴィーア曲集第2巻』 - Johann Sebastian Bach: Das Wohltemperierte Klavier, Buch II（1990年録音）(ECM) 1991年（CD 2枚組）
- ミカラ・ペトリと共演, 『ヘンデル：リコーダー・ソナタ』 - Handel Sonatas（1990年録音）(RCA) 1991年
- 『ショスタコーヴィチ：24のプレリュードとフーガ』 - Dmitri Shostakovich: 24 Preludes And Fugues Op. 87（1991年録音）(ECM) 1992年（CD 2枚組）
- 『グランヴィル＝ヒックス：エトルリア協奏曲』 - Peggy Glanville-Hicks: Etruscan Concerto（1991年録音）(MusicMasters) 1992年
- 『バッハ：フランス組曲』 - Johann Sebastian Bach: The French Suites（1991年録音）(ECM New Series) 1993年（CD 2枚組）
- キム・カシュカシャンと共演, 『バッハ：ヴィオラ・ダ・ガンバとチェンバロのためのソナタ』 - Johann Sebastian Bach: 3 Sonaten Für Viola Da Gamba Und Cembalo（1991年録音）(ECM) 1994年
- ミカラ・ペトリと共演, 『バッハ：リコーダー・ソナタ集』 - Bach Sonatas（1992年録音）(RCA) 1992年
- 『ブリッジ・オブ・ライト』 - Bridge of Light（1993年録音）(ECM) 1994年
- 『ヘンデル：クラヴィーア組曲』 - Georg Friedrich Händel: Suites For Keyboard（1993年録音）(ECM) 1995年
- 『モーツァルト：ピアノ協奏曲第23,27,21番』 - Wolfgang Amadeus Mozart: Piano Concertos K. 467, 488, 595 / Masonic Funeral Music K. 477 / Symphony In G Minor K. 550（1994年～録音）(ECM) 1996年
- 『モーツァルト：ピアノ協奏曲K.271,453,466／アダージョとフーガK.546』 - Wolfgang Amadeus Mozart:Piano Concertos K.271,453,466 / Adagio And Fugue K.546（1999年録音）(ECM) 1999年

## 映像（DVD）
- 『アート・オブ・インプロヴィゼーション：キース・ジャレット・ザ・ドキュメンタリー』 - Keith Jarrett: The Art Of Improvisation (Videoarts)
- 『ラスト・ソロ』 - Last Solo（1984年録音録画）(Videoarts)（「簡易保険ホール」におけるライヴ）
- 『スタンダーズI+II』 - STANDARDS I / II（下記ふたつのセット販売）
  - 『スタンダーズ・ライヴ'85』 - Standards（1985年録音録画）(Videoarts)（「東京厚生年金会館」におけるライヴ）
  - 『スタンダーズ・ライヴII』 - Standards II（1986年録音録画）(Videoarts)（「昭和女子大学人見記念講堂」におけるライヴ）
- 『ソング・ブック』 - Solo Tribute: Keith Jarrett – The 100th Performance in Japan（1987年録音録画）(Videoarts)（「サントリー・ホール」におけるライヴ）
- 『ライヴ・アット・イースト1993+コンサート1996』 - LIVE IN JAPAN 93 / 96（下記ふたつのセット販売）
  - 『ライヴ・アット・イースト1993』 - Live at Open Theater East（1993年録音録画）(Videoarts)（ライヴ）
  - 『コンサート 1996』 - Tokyo 1996（1996年録音録画）(Videoarts)（Bunkamuraにおけるライヴ）
- 『東京ソロ 2002』 -Tokyo Solo（2002年録音録画） (Videoarts)（『レイディアンス：ソロ 大阪－東京』と同じ「東京文化会館」におけるライヴ）

## 関連書籍
- キース・ジャレット『キース・ジャレット : 音楽のすべてを語る』山下邦彦編訳、立東社〈JAZZ LIFE BOOKS〉、1989年。
- 油井正一「キース・ジャレット」『ジャズ・ピアノ : ベスト・レコード・コレクション』新潮社〈新潮文庫〉、1989年。
- イアン・カー 『キース・ジャレット : 人と音楽』蓑田洋子訳 音楽之友社、1998年。
- キース・ジャレット『キース・ジャレット インナービューズ : その内なる音楽世界を語る』ティモシー ヒル編、山下邦彦訳、太田出版、2001年。
- 武満徹 「キース・ジャレット」『武満徹 対談集 : 仕事の夢 夢の仕事』筑摩書房〈ちくま学芸文庫〉、2008年。
- 杉田宏樹「ピアノ・トリオはキース・ジャレットに極まる」『ジャズと言えばピアノトリオ』光文社〈光文社新書〉2011年。
- 中山康樹『キース・ジャレットの頭のなか』シンコーミュージック、2013年。
- ヴォルフガング・サンドナー『Keith Jarrett: A Biography（英語版原題）』稲岡邦彌訳、DU BOOKS、2025年刊行予定。